# Parma microlepis
Parma microlepis es una especie de peces de la familia Pomacentridae en el orden de los Perciformes.

## Morfología
Los machos pueden llegar alcanzar los 14 cm de longitud total.

## Hábitat
Es un pez de mar.

## Distribución geográfica
Se encuentra al sur de Australia (entre Byron Bay - Nueva Gales del Sur - y Port Phillip Bay - Victoria -).